# Rhipidia shannoni
Rhipidia shannoni är en tvåvingeart som beskrevs av Alexander 1914. Rhipidia shannoni ingår i släktet Rhipidia och familjen småharkrankar. Inga underarter finns listade i Catalogue of Life.